# Khantis
Els khantis (obsolet: ostiaks) són un poble indígena amenaçat que s'anomena khanti, khande, kantek (khanti), i que viu a Khàntia-Mànsia, una regió coneguda històricament com a "Iugrà" a Rússia, junt amb els mansis. Al districte autònom Khanti-Mansi, el khanti i el mansi són cooficials amb el rus. En el cens rus (2002) unes 28.678 persones s'identificaren com a kantis.

## Situació
Viuen entre l'Obi mig i els Urals, i dels quals el 66,67% encara parla la seva llengua uraliana.Només el 53,33% dels efectius viuen a Khàntia-Mànsia, i un 32,5% més a Iamàlia. Només un 3,61% més viu a l'óblast de Tomsk.

## Característiques
Ells s'anomenen kondi-khui (gent del Khonda) o as-iak (gent de l'As, nom del riu Obi). Es divideixen en dos grups, un a l'Irtish (a Obdorsk i Kandinsk) i l'altre a Surgut. Vivien en iurtes o isbes russes, tendes d'estiu còniques de vares llargues d'escorça d'àlber, i les d'hivern de fusta cobertes de molsa. S'organitzaren en llogarrets de 15 a 20 tendes i vestien pells de ren o llúdria. Tenien divinitats de la llar, eren xamanistes i animistes, i adoraven el déu Turum i a Sant Nicolau, al qual fan ofrenes. L'os era sagrat i les dents n'esdevenen amulets. A les iurtes i ha fetitxes dels morts i practicaven el canibalisme menjant-se el cor de l'enemic ferit. Feien enterraments en fèretres, a menys d'un metre, cobert amb tables i objectes del difunt.
Es dividien en clans exogàmics, i aquests en fratries, vinculats al territori. La família era patriarcal lineal: pares, fills i descendència que a vegades aplegava fins a 30 parelles. El matrimoni era per compra (evi-tin o preu de la núvia) o per rapte, ja que molts no el podien pagar. Eren polígams i la dona gaudia d'un status inferior. Eren jutjats per l'ancià de la tribu. Vivien de l'agricultura, la pesca i la ramaderia de rens.

## Principis i ubicació
Tenen per veïns al nord, els vogul, afins de raça i llengua, i al sud els Tàtars de la Sibèria occidental i al nord els samoiedes. També se sol donar el nom d'ostiacs a algunes tribus que poblen el districte de Tomsk i a la vora esquerra del riu Ienissei, però aquest en realitat s'assemblen més als samoiedes. Ells mateixos es donen el nom de Mansi, és dir Homes; determinades tribus s'anomenen Kandi-khui, o sigui gent del Khonda, per haver habitat tal vegada a les vores d'aquest afluent del riu Irtix; però la major part prefereixen la denominació d'As-iak, sent As el nom amb què coneixen el riu Obi.
Es divideixen en septentrionals i meridionals, habitant els primers al nord de la confluència de l'Irtix amb l'Obi i subdividint-se en ostiacs d'Obdorsk i de Kandinsk. Aquesta divisió té a la vegada importància etnogràfica i filològica. Quan els russos conquistaren Sibèria els resistiren amb verdaders exèrcits: llavors posseïen un gran nombre de poblacions fortificades i una organització nacional; però el russos destruïren 41 pobles només el 1501, i d'allà endavant els ostiacs no visqueren més que en petites tribus aïllades, formant aldees de 15 a 20 iurta, distants a vegades 30 o 40 quilòmetres, les unes de les altres. No se'n sap del cert el seu nombre; però amb relativa aproximació pot calcular-se en uns 20.000.
Des de la conquesta russa varen anar sempre en disminució, per haver-se mesclat amb els cosacs i russificat per causa de la misèria, la fam, l'esterilitat de les dones, el celibat dels homes, molts dels quals no podien pagar l'evi-tin o preu d'una donzella i, sobretot, per la mortaldat de la infància. A aquestes causes s'ha d'afegir encara les malalties encomanades, portades pels russos, i l'alcoholisme, molt estès entre els ostiacs, que passen a vegades alguns dies embriagats, al qual els inclina l'ociositat forçosa a què l'hivern els condemna, amb el glaç que endureix el sòl, incapacita el conreu, cobreix els rius i impossibilita la pesca. Abans pagaven en pells el tribut exigit pel govern rus, però més endavant se'ls exigí en metàl·lic i com que no podien satisfer-lo, se'ls retiraven les provisions més necessàries i consegüentment sucumbien a milers, de fam i de tifus.

## Fisiognomia i indumentària
Malgrat que avui el tipus d'ostiac pur pràcticament no existeix, en general es pot dir que són d'estatura menys que mitjana i poc robusts. Els seus cabells castanys, i alguna vegada rojos, els enlletgeixen el rostre, sobretot en els homes que els deixen volar en desordre. Tenen la cara rodona, el front bombat, les galtes sortides, els ulls negres i lleugerament oblics, que acostumen a portar mig clucs per a evitar l'efecte de la neu, i el nas deprimit en la seva base. A vegades es troben entre ells, com entre els samoiedes, tipus que recorden als pell-roigs americans. Vesteixen ordinàriament pells de ren, a les que hi deixen el pèl, i a voltes de llúdriga, i els patins de neu són un complement obligat del seu calçat. Les dones usen adornaments de coure o vidre i es tatuen el rostre, el dors de la mà i l'avantbraç.

## Habitatge

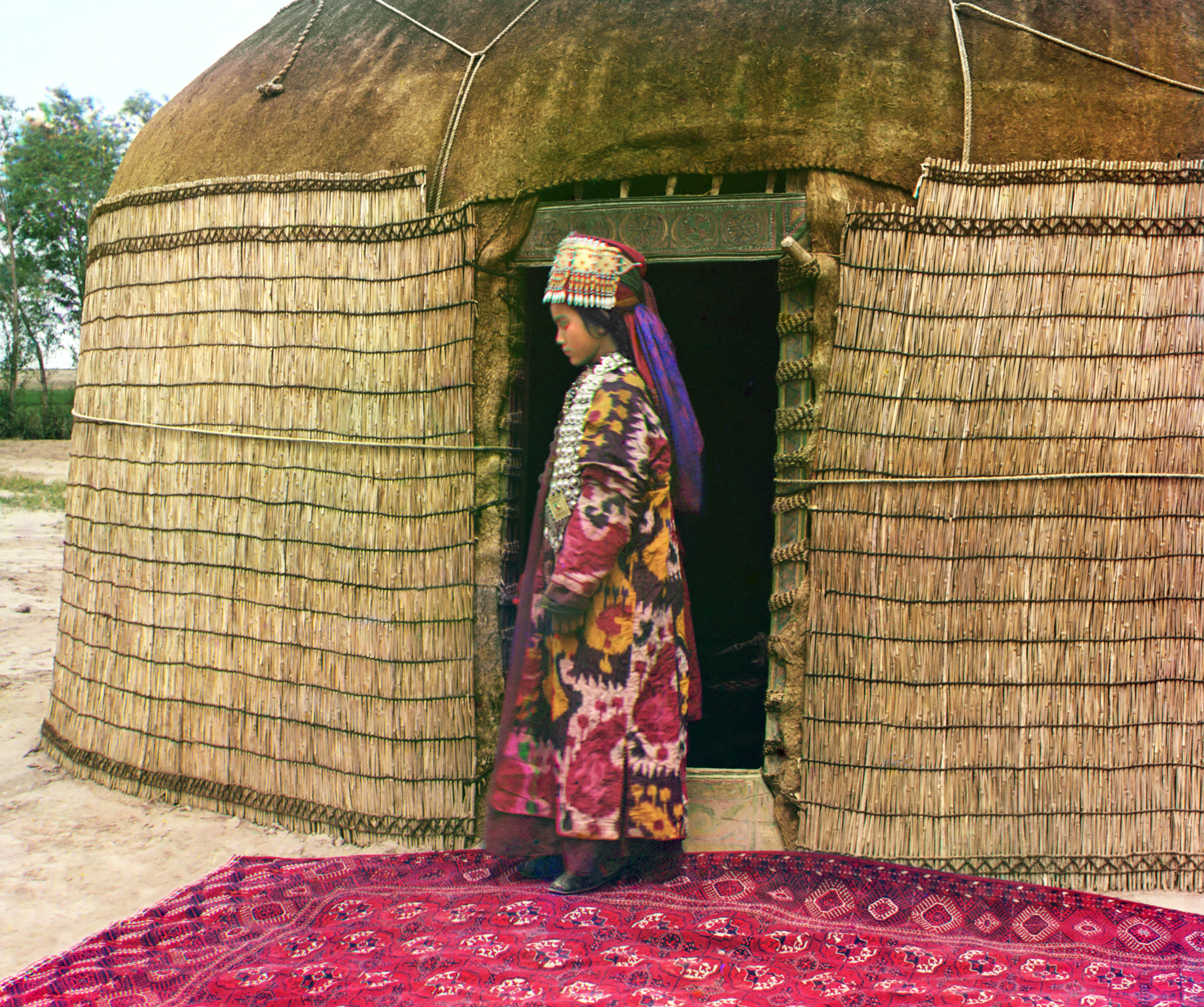
Una iurta d'avui dia

Els seus habitacles consisteixen en les iurta mòbils d'estiu, barraques còniques recobertes d'escorça, o d'hivern, fixes, construïdes de fusta, guarnides de molsa i adornades pels rics a semblança de les isba russes; moltes d'elles s'aixequen sobre pilars per evitar el perill de les inundacions. Quant al caràcter moral, els ostiacs es distingeixen per la seva bondat i honradesa, per la timidesa i els seus perjudicis. Malgrat que oficialment estan convertits a la religió cristiana, han servat moltes pràctiques i supersticions del xamanisme.

## Religió i valors
Cada tribu té els seus déus particulars guardats pels xamans, que són ensems sacerdots, metges i fetillers, i en cada iurta es veuen els penats esculpits, com els altres déus, en trossos de fusta. Sobre el seu panteó regna el déu Turum, invisible i inflexible, que només parla per mitjà del tro i no vol ni oracions ni sacrificis. Hi ha, però, déus intermediaris, entre els quals figura el sant Nicolau de Mira rus, als que es fan ofrenes de pells i joies i es sacrifiquen xais i rens, enmig de cants i sons dels xamans.
L'os és un animal sagrat, al que no es mata sense demanar-li perdó i les dents del qual serveixen d'amulet. Els ostiacs senten el major respecte pels seus morts i els enterren amb objectes diversos que els han pertangut en vida. En la iurta del difunt, s'hi conserva una petita estàtua de fusta que el representa i a la què es lleva, es vesteix, s'asseu a taula i s'allita diàriament, i passats tres anys s'enterra junt amb les restes de l'individu al que substituí en la família. S'adorna llavors la seva tomba amb banyes de ren, escultures, campanetes, retalls de roba, etc. i el mort passa a un món millor on no hi ha <malalties, ni funcionaris russos, ni cap impost a pagar>

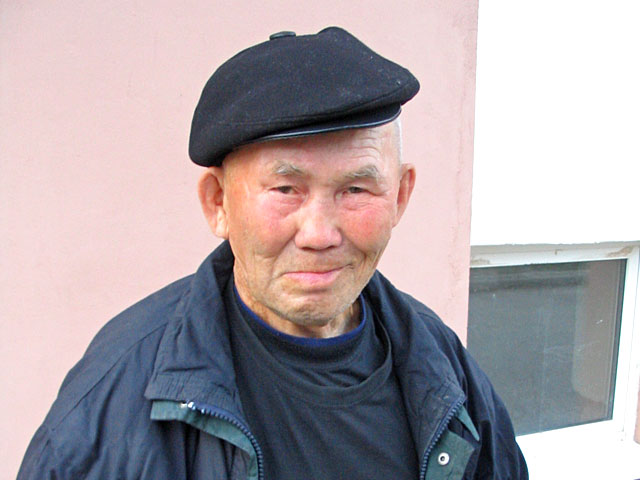
Home ostiac d'avui

## Matrimoni
El matrimoni presenta formes primitives i es conclou amb la compra de la núvia; però qui no pot pagar-la procura obtenir el consentiment de la jove i la rapta. Així es defrauda el kalym cosa que suscita les ires dels pares d'ella com és natural, però sense que aquesta forma de matrimoni estigui prohibida per cap llei ni reprovat per l'opinió pública. Malgrat el seu cristianisme els ostiacs són polígams; considerada com un ésser inferior, la dona no pot heretar i li està prohibida l'entrada en aquella part de la tenda destinada a dipòsit de provisions, malgrat això no deixa d'ésser respectada i porta, en realitat, la direcció domèstica.

## Lleis
Les baralles entre particulars, qualsevulla que siguin, són resoltes per l'ancià de la tribu, que jutja l'afer sense subjecció a cap formalitat jurídica i sense apel·lació; però si la qüestió s'entaula entre tribus diferents ha de solventar-se pel descendent del príncep que Catalina II de Rússia donà per cap a tots els ostiacs. En els litigis entre ostiacs i russos intervenen ensems l'al·ludit ancià ostiac i el jutge rus, i en els casos de major gravetat se sotmeten exclusivament a la jurisdicció russa.
El príncep i els ancians, el mateix que els xamans, no refusen els presents, tant i més que moltes vegades són els recaptadors dels impostos que han d'enviar a les autoritats russes.